# Рихард II фон дер Шуленбург
Рихард II фон дер Шуленбург (на немски: Richard II von der Schulenburg; † 6 юни 1536 в Щетин, Западна Померания) е благородник от „Черната линия“ на род фон дер Шуленбург.
Той е син на Вернер XI фон дер Шуленбург († 1515/1519) и съпругата му Елизабет Ганз фон Путлиц († 1515), дъщеря на Херман фон Ганз. Внук е на Вернер VIII фон дер Шуленбург († 1445/1448) и Барбара фон Есторф.
Рихард II с брат си Якоб I († 1541) купува за 16 000 гулден господството Либерозе в Бранденбург. Фамилията притежава „господството Либерозе“ от 1519 до 1943 г.

## Фамилия
Рихард II фон дер Шуленбург се жени ок. 1500 г. за Анна фон Алвенслебен († 1443/сл. 1543/1558, Халберщат), внучка на Гебхард XVI фон Алвенслебен († 1494), дъщеря на Йохан X фон Алвенслебен (1485 – 1522) и на фон Шьонфелд. Те имат два сина:
- Йоахим II фон дер Шуленбург „Богатия“ (* 19 септември 1522 в Пенкун; † 19 септември 1594 в Пенкун), женен I. за София фон Велтхайм († 15 май 1558, Халберщат), II. 1563 г. за Елизабет фон Дагефьорде († 1604, Ватлинген)
- Йохан фон дер Шуленбург († 1536 в Любенау)